# Dectes nigripilus
Dectes nigripilus är en skalbaggsart som beskrevs av Chemsak och Linsley 1986. Dectes nigripilus ingår i släktet Dectes och familjen långhorningar. Inga underarter finns listade i Catalogue of Life.